# Провізор
Провізор (лат. provisor — той, хто заздалегідь піклується, заготовельник) — фахівець із повною вищою фармацевтичною освітою. Звання провізора, як правило, дає право на самостійну фармацевтичну роботу і на управління аптекою. Провізор має системні та змістовні знання з хімії, аптечної технології ліків, організації та економіки фармації, фармакології та фармакотерапії, фармакоекономіки, менеджменту і маркетингу тощо.
Провізор аптеки та їх структурних підрозділів забезпечує населення та лікувально-профілактичні заклади лікарськими засобами та іншими товарами медичного призначення. Забезпечує належну фармацевтичну опіку хворих при відпуску безрецептурних лікарських препаратів. Виготовляє та контролює якість лікарських засобів та напівфабрикатів. Веде облік господарських операцій та звітність. Проводить інвентаризацію товарно-матеріальних цінностей. Дотримується принципів медичної деонтології. Керує роботою середнього фармацевтичного персоналу. Постійно удосконалює свій професійний рівень.